# Aren Palik
Aren Palik es una figura política de Micronesia. Es el vicepresidente de los Estados Federados de Micronesia desde el 13 de septiembre de 2022.
Palik se graduó de la Universidad del Este de Oregón en 1982. Trabajó en el sector financiero de Micronesia. Fue CEO del Pacific Islands Development Bank al mismo tiempo en que fue elegido para el Congreso de los Estados Federados de Micronesia en 2019, representando a Kosrae.